# Saint-Brieuc-des-Iffs
Saint-Brieuc-des-Iffs (en bretó Sant-Brieg-an-Ivineg) és un municipi francès, situat a la regió de Bretanya, al departament d'Ille i Vilaine. L'any 2006 tenia 352 habitants. Limita al nord amb Tinténiac, a l'oest amb Les Iffs, a l'est amb Saint-Symphorien i al sud amb La Chapelle-Chaussée.

## Administració
| Període | Identitat        | Partit |
| ------- | ---------------- | ------ |
| 2001-   | Maryvonne Texier |        |

## Demografia
| 1800 | 1831 | 1841 | 1866 | 1906 | 1911 | 1921 | 1926 | 1931 | 1936 | 1946 | 1954 | 1962 | 1968 | 1975 | 1982 | 1990 | 1999 |
| ---- | ---- | ---- | ---- | ---- | ---- | ---- | ---- | ---- | ---- | ---- | ---- | ---- | ---- | ---- | ---- | ---- | ---- |
| 658  | 578  | 565  | 570  | 442  | 433  | 386  | 361  | 355  | 332  | 313  | 314  | 280  | 258  | 257  | 279  | 288  | 296  |